# Арброт
Арбро́т (англ. Arbroath, гэльск. Obair Bhrothaig, скотс Aiberbrothock) — город в северо-восточной Шотландии, у побережья Северного моря. Крупнейший населённый пункт округа Ангус, важный рыболовецкий порт.
Возник вокруг Арбротского аббатства (ныне в руинах), основанного в 1178 году шотландским королём Вильгельмом Львом (здесь же и похороненным). В начале XIV века здесь была принята Арбротская декларация, которая считается первой в истории декларацией независимости государства. В 1951 году шотландская национальная реликвия, известная как Скунский камень, была украдена из Вестминстерского аббатства в Лондоне и перенесена сюда, на развалины монастыря в Арброте. 
В Арброте производят местный специалитет — копчёную особым образом пикшу, которая имеет защищённое наименование Arbroath Smokie. Называться так может только рыба, произведенная в Арброте и не далее 8 км от него.  
Среди уроженцев города наиболее известен Дэвид Данбар Бьюик, основатель автомобильного концерна Buick . 